# 曹妃甸
38°56′00″N 118°32′00″E / 38.93333°N 118.5333°E

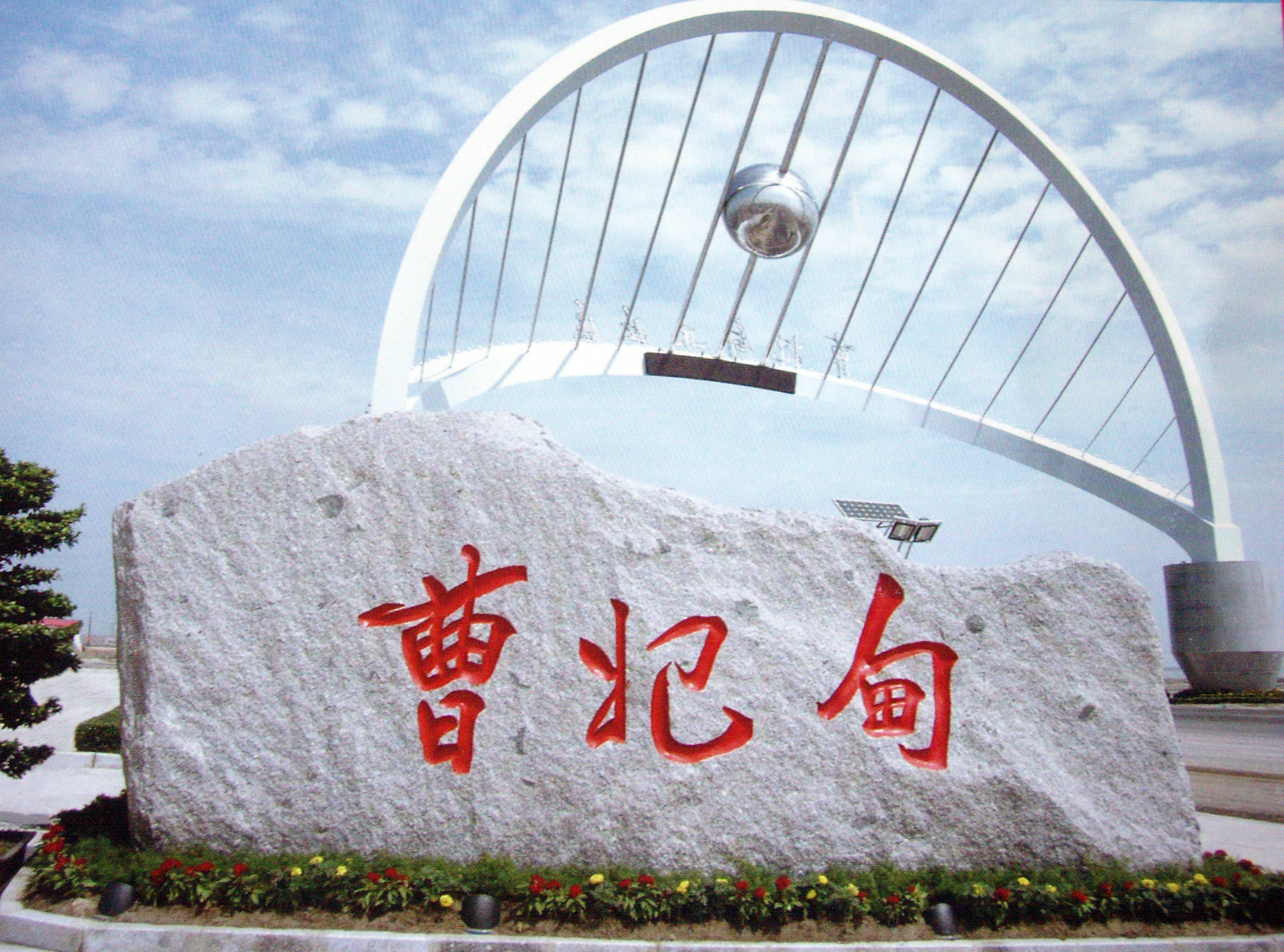

曹妃甸，是中國河北省唐山市的地名，指原唐海县以南的一座帶狀的小沙島。当年唐太宗东征时，一位姓曹的妃子死于此地，因此建立了一座“曹妃殿”，岛因此得名。自1993年开始筹建发展工业，2005年10月8日组建了曹妃甸工业区并成立曹妃甸工业区管理委员会，作为唐山市人民政府的派出机构。历经行政区划调整，现此地属唐山市曹妃甸区。

## 自然地理
曹妃甸水深岸陡，不冻不淤，岛前500米处的水深即达25米至36深，由曹妃甸向渤海海峡延伸，有一条水深27米、宽5公里的天然水道直通黄海，以其水深和地理位置的優勢，使曹妃甸可以建设具有40万吨级以上大型深水泊位的天然港址。孫中山先生於其編著的《建國方略》中提出希望在中國北方建設一個「與紐約等大」的深水大港，其港址就在曹妃甸。

## 工业

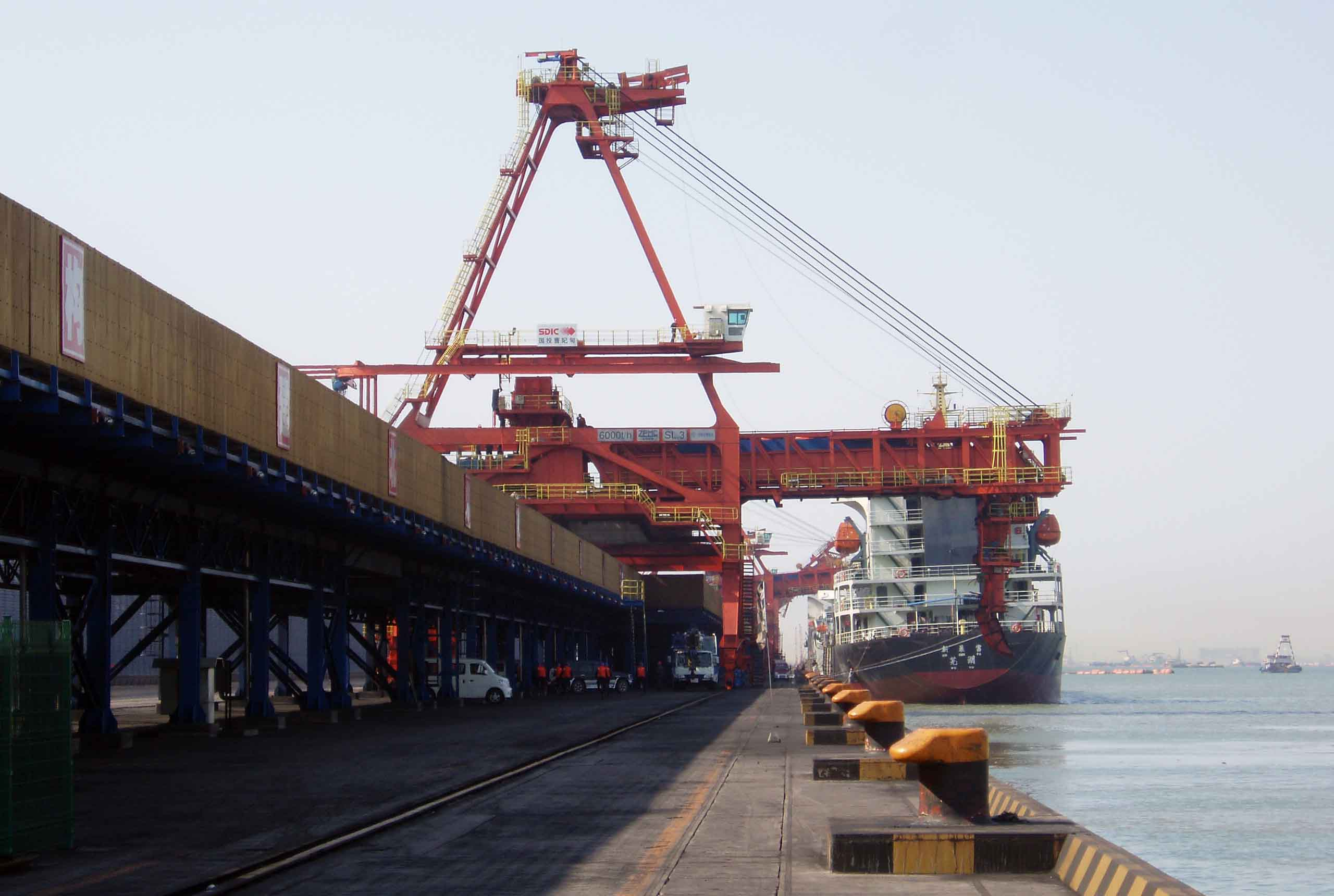
矿石码头

曹妃甸原来只有不足4平方公里面積，经过4年造地，已形成40平方千米陆域面积，水、电、路、通信、垃圾及污水处理等基础设施基本配套，首钢总公司全部搬迁到这里，与唐山钢铁集团合资成立首钢京唐联合钢铁公司（后唐钢并入河钢，河钢现已撤资），已经建成30万吨以上的原油和矿石码头。计划建设风力发电、海水淡化和以炼钢废渣为原料的水泥厂。
目前，已在曹妃甸的企业有首钢京唐钢铁厂、华润电厂、曹妃甸实业港务公司、曹妃甸工业区港口公司、中恒科技太阳能生产基地、中视中科激光显示核心基地、冀东水泥曹妃甸风力发电设备制造项目、唐山重工集团、开滦集团、三友集团、华电曹妃甸重工装备制造基地、国投曹妃甸港、中石油CNG码头及渤海湾生产支持基地、中石化原油码头及正在开展前期工作的1000万吨炼化等。
2019年4月5日，曹妃甸港铁路港池岛站通车。